# Tipula (Lunatipula) peteri
Tipula (Lunatipula) peteri is een tweevleugelige uit de familie langpootmuggen (Tipulidae). De soort komt voor in het Palearctisch gebied.